# Oběšení

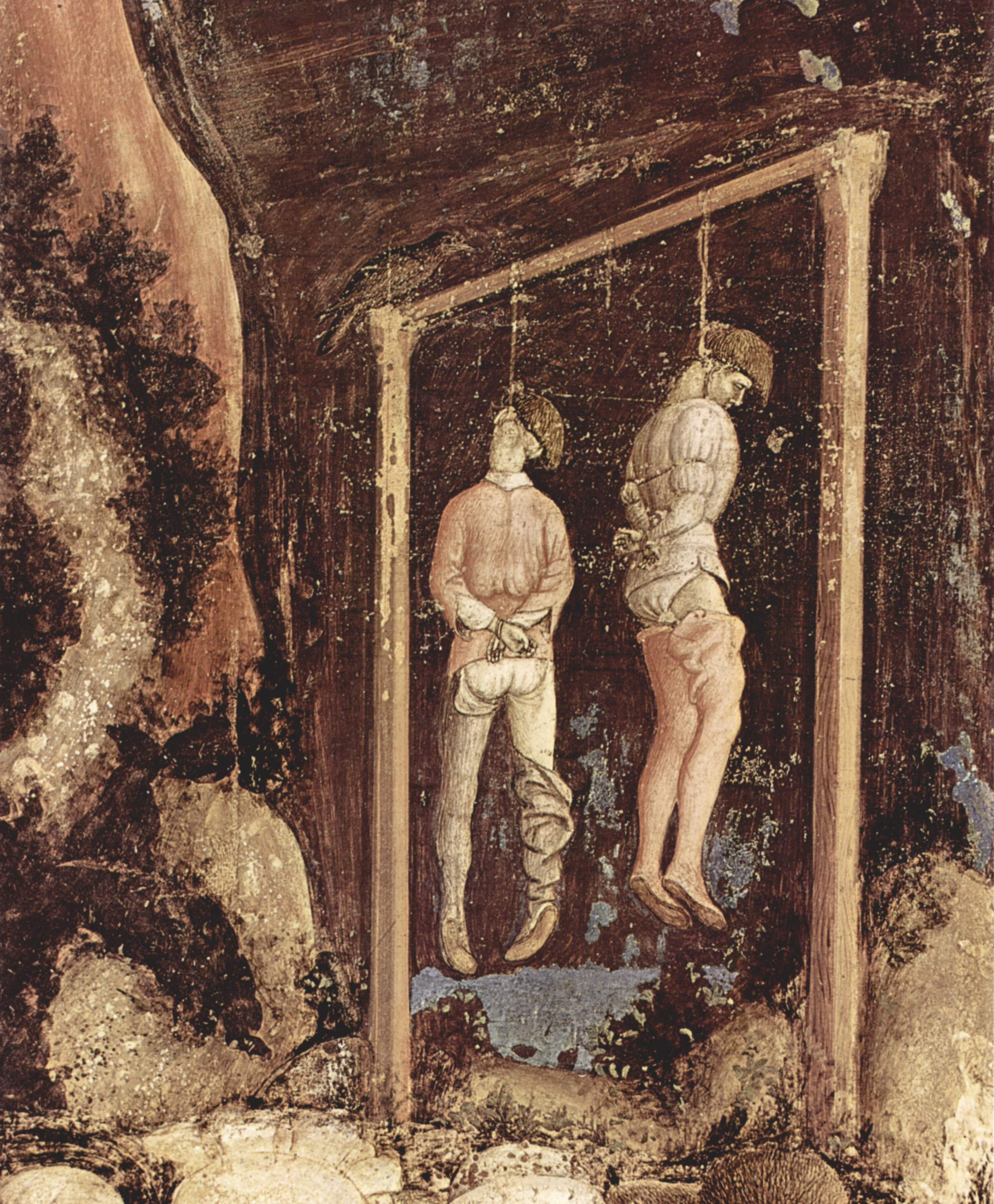
Detail Pisanellova obrazu, 1436–1438

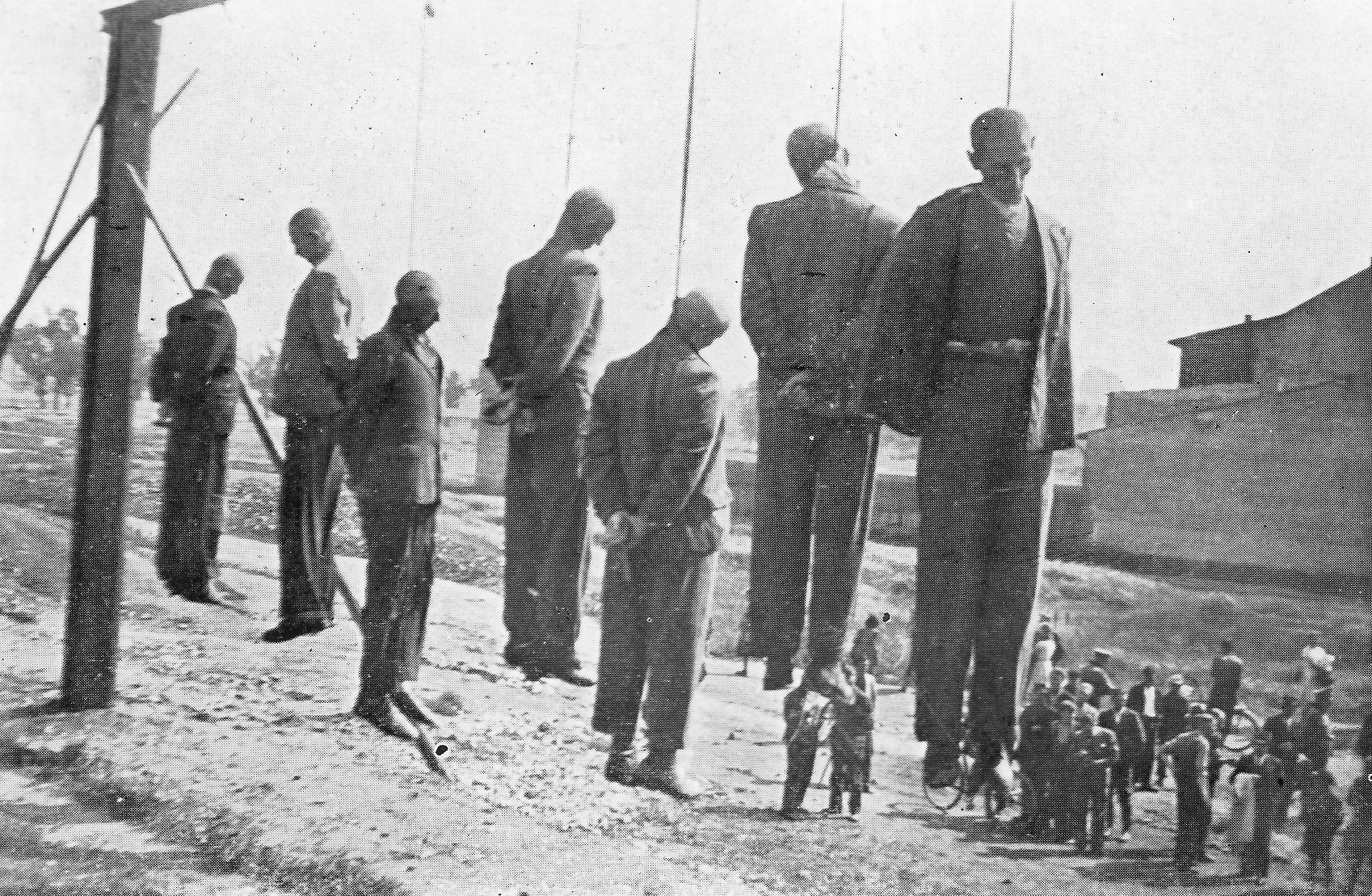
Veřejná poprava polských civilistů nacisty v Krakově v roce 1942

Oběšení je rozšířený způsob popravy a sebevraždy, výjimečně vraždy a vzácně je důsledkem nehody, v minulosti též náboženské oběti. 
Jako poprava se používalo téměř ve všech historických kulturách už od pravěku. Někdy bylo považováno za vznešený, aristokratický způsob popravy (Čína, staří Germáni), zvláště v kombinaci s rituální sebevraždou. Ve středověké Evropě to byl naopak potupný způsob smrti, používaný pro zločince z nízkých tříd.

## Sakrální oběť
Pravěcí Evropané často oběšením obětovali bohům. Keltové věšeli na stromech oběti Esusovi, bohu větru, aby si je tak mohl náležitě pohoupat. Staří Germáni a Vikingové oběšením vzdávali úctu bohu Ódinovi, který se podle legendy také sám oběsil na světovém stromě Yggdrasilu, aby tak dosáhl osvícení.

## Sebevraždy
Oběšení je jeden z nejobvyklejších způsobů sebevraždy celosvětově. Na území dnešní České republiky je to dlouhodobě nejčastější metoda, a to jak u mužů (stabilně nad 60%), tak žen (mezi 40% a 50%). Oběšení je také jeden z nejčastějších způsobů sebevraždy ve věznicích. V českých věznicích skončili své životy oběšením např. Jaroslav Malý, Stanislav Večeřa, Karel Kopáč či Otakar Tomek.
Oběšení bylo také častým způsobem rituální sebevraždy vdov. U starých Achájů, Slovanů, u Germánů (Prokopios z Kaisareie tento zvyk dosvědčuje u Herulů, usazených tehdy i na území ČR) až do novověku se tento zvyk zachoval v Číně.

## Popravy
Způsob provedení poprav ve středověké a raně novověké Evropě byl různý, od prostého vytažení na strom po použití speciálně postavené šibenice, obyčejně na veřejném, zdálky viditelném místě (šibeniční vrch). Odsouzenec téměř vždy umíral pomalým zadušením, někdy byla dokonce místo provazu použita houžev, aby se dosáhlo co nejdelší agonie. V některých zemích bylo v určitém období zakázáno popravovat oběšením ženy, vzhledem k nechutným projevům, jež udušení v oprátce provázely. Popravována byla také zvířata, viz například oběšení slonice Mary.

### Popravčí prkno

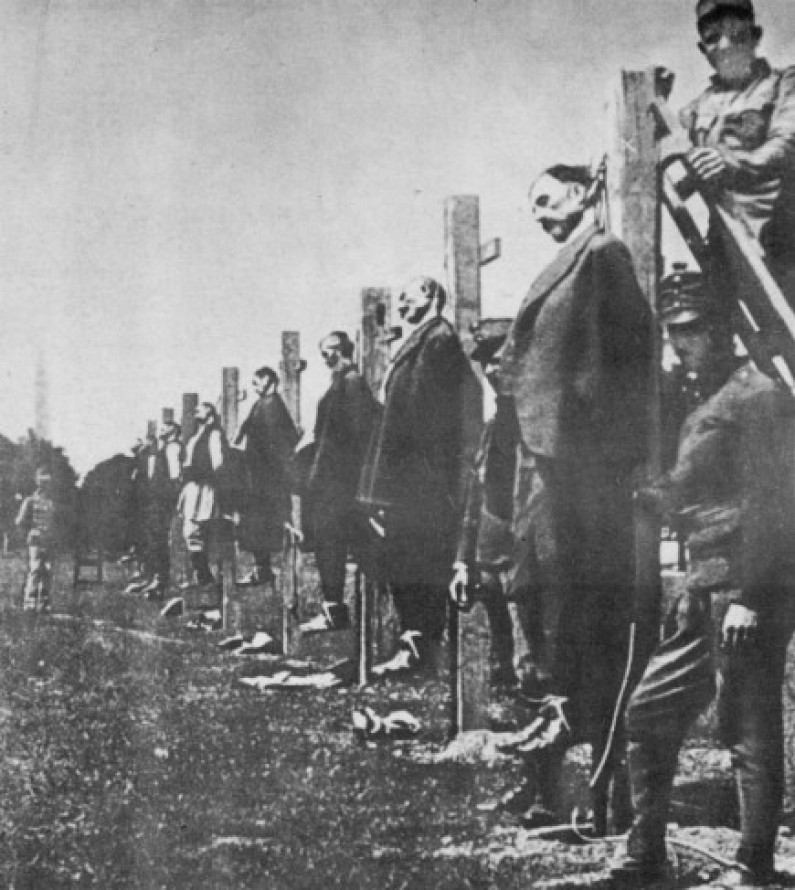
Hromadná poprava Srbů rakousko-uherskou armádou za první světové války.

Kolem roku 1870 bylo v Rakousku-Uhersku zavedeno speciální zařízení na vykonání trestu oběšení, tzv. Würgegalgen (německy doslova škrtící šibenice), česky označovaná jako „popravčí prkno“. Hlavní součástí byla bytelná dřevěná fošna (někdy trám, nebo dřevěný sloup), podle potřeby 3-5 metrů dlouhá, upevněné ve svislé poloze například zapuštěním do země. V horní části prkna byl upevněn hák, na němž byla přivázána škrtící smyčka. U dlouhého prkna byla na horní hraně ještě kladka s provazem. Odsouzenec byl spoután, kolem hrudníku opásán pevným popruhem a za něj provazem, provlečeným kladkou, vytažen k hornímu konci prkna. Tam mu kat stojící na žebříku na krk nasadil smyčku. Dalším dlouhým provazem mohl být popravovaný spoután na kotnících. U složitějších zařízení byla ve spodní části prkna další kladka s provazem připoutaným ke kotníkům odsouzeného. Když potom kat povolil lano provlečené kladkou, poklesl prudce odsouzenec a smyčka stahující se kolem jeho krku ho zbavila života. Aby bylo umírání rychlejší, mohli ještě katovi pomocníci táhnout přes spodní kladku za provaz upevněný na kotnících a zkrátit tak popravovanému utrpení.
Po rozpadu Rakousko-Uherska tento způsob popravy přejaly nástupnické státy Rakousko, Maďarsko i Československo. V Československu byli takto popraveni např. Martin Lecián, Karl Hermann Frank, Karel Čurda, Milada Horáková, Jaromír Nechanský, Rudolf Slánský, Vratislav Janda, Jan Buchal a stovky dalších odsouzenců až do roku 1954. Potom bylo užíváno zařízení na podobném principu, ale bez dřevěných částí. V podstatě šlo pořád o škrtící smyčku, která ale byla upevněna hákem na stěně, protože popravy se vykonávaly už jen na jediném místě a nebylo potřeba mobilní zařízení.

### Zavěšení na hák

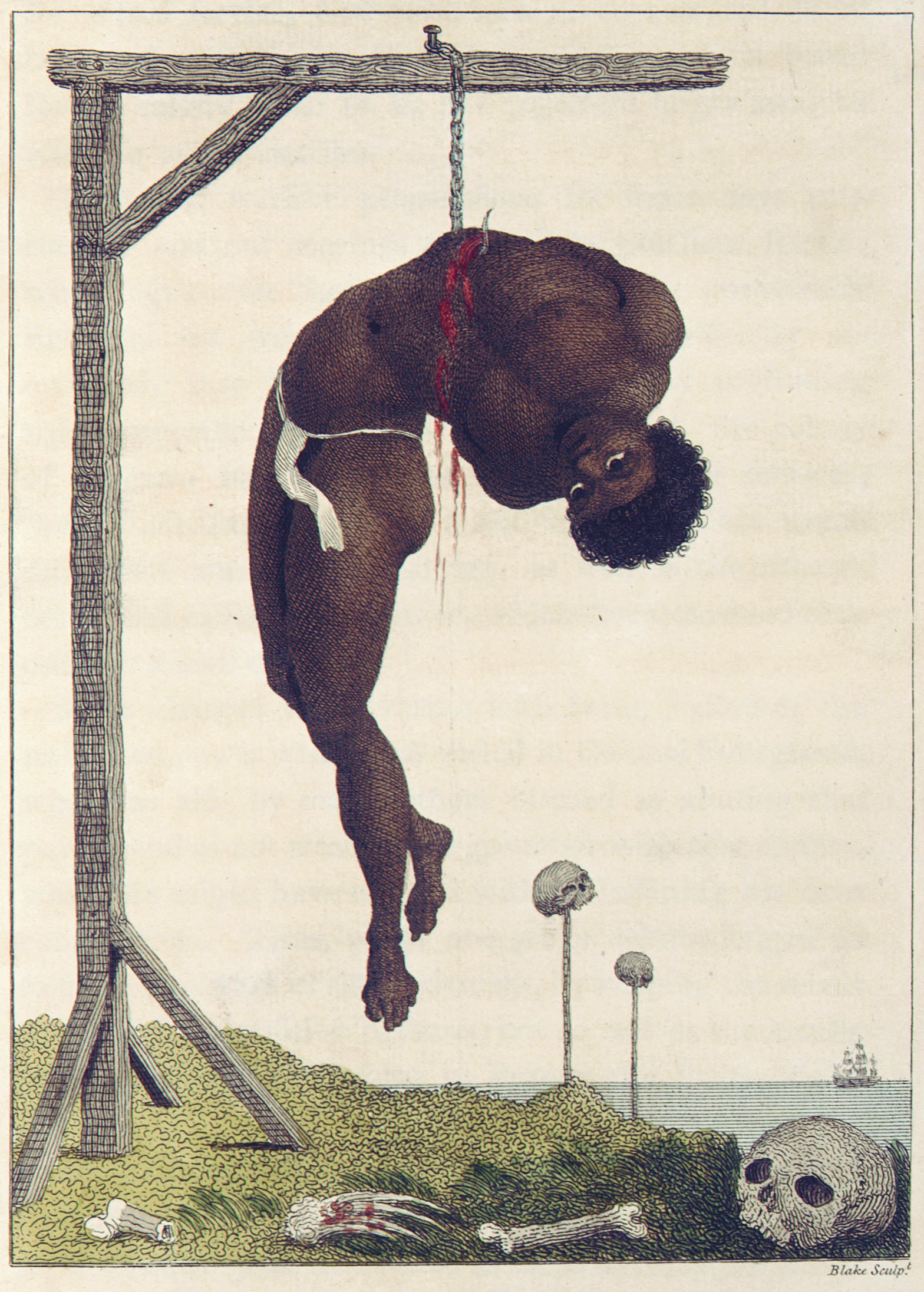
"Černoch za živa pověšený za žebra na šibenici".

V roce 1713 byl legendární slovenský zbojník Juraj Jánošík odsouzen k smrti zavěšením za levá žebra. Byl ponechán pomalé smrti.
Německý lékař Gottlob Schober (1670–1739), který působil od roku 1712 v Rusku, poznamenává, že člověk mohl viset na žebrech asi tři dny, než zemřel, přičemž jeho primární bolestí byla extrémní žízeň. Domníval se, že tento stupeň necitlivosti je něčím zvláštním pro ruskou mentalitu.
Holanďané v Surinamu měli také ve zvyku věšet otroka za žebra, což je zvyk mezi africkými kmeny, od kterých byly původně zakoupeny. John Gabriel Stedman pobýval v Jižní Americe v letech 1772 až 1777 a popsal metodu, jak ji vyprávěl svědek:
Not long ago, (continued he) I saw a black "man suspended alive from a gallows by the ribs, between which, with a knife, was first made an incision, and then clinched an iron hook with a chain: in this manner he kept alive three days, hanging with his head "and feet downwards, and catching with his tongue the "drops of water" (it being in the rainy season) that were "flowing down his bloated breast. Notwithstanding all this, he never complained, and even upbraided a negro "for crying while he was flogged below the gallows, by calling out to him: "You man?—Da boy fasy? Are you a man? you behave like a boy". Shortly after which he was knocked on the head by the commiserating sentry, who stood over him, with the butt end of his musket.

William Blake byl speciálně pověřen, aby vytvořil ilustrace k Stedmanovu vyprávění.

### Současnost
Postup používaný v USA je následující (může se v jednotlivých státech USA trochu lišit). Den před popravou je odsouzenec zvážen a je provedena zkouška s pytlem písku o stejné hmotnosti. Je to k určení nezbytné délky pádu (provazu) pro zajištění rychlé smrti. Jestliže je provaz příliš dlouhý, může být vězeň dekapitován. Jestliže je provaz příliš krátký, může se vězeň dusit až 45 minut. Provaz (2 až 3 cm v průměru) musí být dostatečně natažen, aby nepružil. K zajištění hladkého průběhu je uzel u smyčky (oprátky) namazán mýdlem nebo voskem. Těsně před popravou jsou vězňovi zabezpečeny ruce a nohy, zavázány oči a je mu kolem krku umístěna smyčka (uzel za levým uchem). Je otevřen poklop a vězeň se propadne. Vězňova hmotnost by měla rychle způsobit zlomení krčních obratlů a následnou smrt. V případě, že má vězeň silné krční svaly, má nízkou hmotnost, pád je příliš krátký nebo když byla smyčka špatně upevněna, zlomení krčních obratlů není rychlé a smrt je způsobena zadušením. V případě, že toto nastane, může být poprava doprovázena defekací a vystrčením jazyka; jsou patrné prudké vězňovy pohyby.
Jsou země (např. Írán), kde je používán „zastaralý“ způsob popravy oběšením. V těchto zemích se nenastavuje délka provazu a ten je příliš krátký pro zajištění zlomení obratlů, často se ani nepoužívá metoda pádu a odsouzenec je vytažen do výšky pomalu jeřábem. Smrt je většinou způsobena zadušením.

## Příčina smrti
V soudním lékařství je oběšení definováno jako strangulace (zaškrcení), při kterém se škrtidlo s jedním koncem upevněným k nějakému předmětu a s jedním obtočené kolem krku zadrhne vahou těla. K úspěšnému oběšení udušením postačuje jen zhruba váha 5 kg, takže je možné i oběšení vkleče nebo dokonce vleže. Škrtidlo nebývá kolem celého krku, postačuje, když jde po stranách krku. Strangulační rýha proto nebývá uzavřená, mívá šikmý průběh.
Smrt při oběšení nastává spolupůsobením několika faktorů:
- přetržením vazů a porušením míchy (viz popravčí prkno)
- podráždění bloudivého nervu
- stlačení krkavic a tím zamezení toku krve do mozku
- uzavření dýchacích cest

Bezvědomí nastává prakticky ihned po oběšení. Asi za jednu až jednu a půl minuty se na okamžik zastaví srdce. Poté se jeho činnost obnoví, i když pulz je slabý a nepravidelný. Objevují se záškuby svalstva, nejvýraznější jsou na dolních končetinách. Zhruba po dvou minutách křeče přestávají a zrychluje se pulz a zvýrazňuje se jeho nepravidelnost. Po dalších čtyřech minutách, tedy zhruba po deseti minutách od začátku škrcení, se objeví výrazné nevratné změny na mozku a tedy smrt. Někdy může při oběšení dojít k uskřinutí jazyka mezi zuby, uvolnění moči, stolice či spermatu, nebo k erekci. Může nastat i krvácení z nosu nebo z uší.